# Impatiens barberi
Impatiens barberi är en balsaminväxtart som beskrevs av Joseph Dalton Hooker. Impatiens barberi ingår i släktet balsaminer, och familjen balsaminväxter. Inga underarter finns listade i Catalogue of Life.